# Fragmente (Petronius)
Dieser Artikel behandelt die verstreut überlieferten Fragmente aus dem Satyricon des Titus Petronius genannt Arbiter.

## Überlieferung
Neben den weitgehend zusammenhängend erhaltenen Teilen des Satyricon wurden separat einzelne Bruchstücke und Gedichte überliefert.

### Fragmente der Antike und Spätantike
Insbesondere Grammatiker fanden an den sprachlichen Besonderheiten des Arbiter Gefallen, so dass immer wieder einzelne Worte oder ganze Sätze überliefert sind. Die ersten, die Petroniusfragmente zitieren, sind die Grammatiker Terentianus Maurus und Caper (Ende 2./Anfang 3. Jahrhundert). Ihnen folgen C. Marius Victorinus, Diomedes, Pompeius, Priscian aus Mauretanien, Servius, Boethius, Papst Damasus, Mallius, Prudentius sowie Sidonius Apollinaris. Eine größere Anzahl von Bruchstücken finden sich bei Fulgentius, weitere bei Isidor von Sevilla. Auch bei Augustinus von Hippo und bei Iulianus von Toledo finden sich Zitate aus dem Satyricon.
Einzelne Anklänge an das Satyricon finden sich auch bei Ausonius, Claudius Claudianus, Dracontius, Eugenius von Toledo und bei Fortunatus.

### Die Gedichtsammlungen
Daneben wurde eine ganze Reihe von Petronius-Gedichten wegen ihrer überragenden Qualität in Gedichtsammlungen übertragen. Neben dem alten Codex Salmasianus überliefern vor allem der Codex Belovac. ed. Binet 1579 (X, heute verloren) der Leid. Vos.. lat. F 111 (Y) und der Codex Leidensis Vossianus Lat. Q. 86 (Z), eine größere Anzahl dieser Gedichte.

### Petronfragmente im Mittelalter
Die Erwähnung oder Verwendung Petrons im Mittelalter ist beachtlich: Petronius wird erwähnt bei Wulfhard von Bourges (866–876), Heiric von Auxerre (um 876), Eugenius Vulgarius (Anf. 10. Jh.), Froumund von Tegernsee (um 960-n. 1000), Guido von Arezzo (um 1030), Petrus Damiani (1007–1072), im Florilegium Gallicum (Anf. 12. Jh.?), bei Osbern Pinnock of Gloucester (Mitte 12. Jhs.), Theoderich von Chartres (um 1140?), Hildebert von Le Mans (1056–1134), William von Malmesbury (um 1135), Theodoros Prodromos (1. H. 12. Jh.), Johann von Salisbury (1159 u. 1167), Alexander Nequam (vor 1186?), Giraldus Cambrensis (1191), im Pseudoquintilianischen Tribunus Marianis (12./13. Jh.), bei Guillelmus Brito (1214–17), Elias von Thriplow (13. Jh.), in einem Papias-/Hugutioglossar des frühen 13. Jhs., bei Vincent von Beauvais (1256/59), bei Conradus de Mure (1273), in den Gesta Romanorum (um 1300) und bei Johannes Victorinus († 1347). Keines dieser Zeugnisse geht jedoch über den uns heute noch bekannten Umfang des Satyricon hinaus. Nur in dem Papias/Hugutioglossar finden sich zwei sonst nicht überlieferte Wörter.

## Ältere Fragmentsammlungen
Schon Pierre Pithou führte in seinen Petronius-Ausgaben von 1577 und 1587 diverse dieser Bruchstücke auf.
Wesentlichen Zuwachs erfuhren die Petronius-Gedichte durch den 1579 von Claudius Binetus herausgegebenen (heute verlorenen) Codex Isidoris Bellovacensis.
Nach der Wiederentdeckung der Cena Trimalchionis um 1650 und ihrer Herausgabe (Padua 1664) kam es zu einer intensiven Suche nach weiteren Petronius-Fragmenten. Die Ausgabe von Hadrianides (Amsterdam 1669) ist ein Produkt dieser Vollständigkeits-Manie und listet völlig unsystematisch eine größere Anzahl Fragmente und Gedichte auf, dabei grob fehlerhaft und voller willkürlicher Fehlzuschreibungen, wie dies schon in der Ausgabe von „Erhard“ (= M. Goldast?) 1610 vorbereitet war. Die im Internet kursierende Liste von 35 Fragmenten Fragmenta Petroniana. FRAGMENTA PETRONII QVAE QVIBUS IN LOCIS REPONENDA SINT, INCERTVM EST. ist eine unkommentierte Wiedergabe dieser Liste. Vor einer unkritischen Weiterverbreitung muss dringend gewarnt werden.
Die Sammlung bei Burman (2. Aufl. 1743) ist zwar stark kommentiert, folgt aber weitgehend Hadrianides und teilt dessen systematische Schwächen.

## Moderne Fragmentsammlungen
Erst Franz Bücheler sondierte 1862 die Petron tatsächlich zugeschriebenen Fragmente. Auf ihn geht die Nummerierung der ersten 25 Fragmente zurück, die sich (außer in Italien und Frankreich) bis heute durchgesetzt hat.
Konrad Müller, der bis 1995 nur 30 Fragmente als echt anerkannte, nennt in seiner revidierten großen Ausgabe (2003) immerhin 51 Fragmente.
Eine Konkordanz der Fragmentnummern von Müller, Bücheler, Riese und Shackleton Bailey findet sich bei Giulio Vannini: Petronius 1975-2005: bilancio critico e nuove proposte. (Göttingen, 2007) 13f.
Allerdings ist auch die abweichende Zählung von Ernout (63 Fragmente) weiterhin verbreitet.